# Greyson Chance
Greyson Michael Chance (født 16. august 1997) er en amerikansk rock-/popsanger og pianist. I april 2010 optrådte han på sin skole med nummeret "Paparazzi" af Lady Gaga, som nu har over 50 millioner hits på youtube. Senere hen har han udgivet et album og er blevet meget populær,[kilde mangler] trods det at han blev mobbet efter at have sunget Paparazzi.
Hans debut single ”Waiting Outside the Lines” udkom i oktober 2012. Chances debut album ”Hold On ’Til the Night” udkom den 2. august 2011. Den 17. maj 2011 udkom hans anden single ”Unfriend You”[kilde mangler]
Ud over sin musik karriere, har han optrådt i Tv-serien Raising Hope, hvor han spiller unge Jimmy Chance. Han spiller sammen med Lucas Neff, Martha Plimpton og Garret Dillahunt.
Greyson holdt et par års pause, fordi hans stemme gik i overgang og kunne derfor ikke synge eller udgive nye sange.
14. aug. 2014 udgav han en ny sang ved navn Thrilla in Manila, hvor man tydelig kan høre at hans stemme er dybere end før.